# Phrynos-Maler

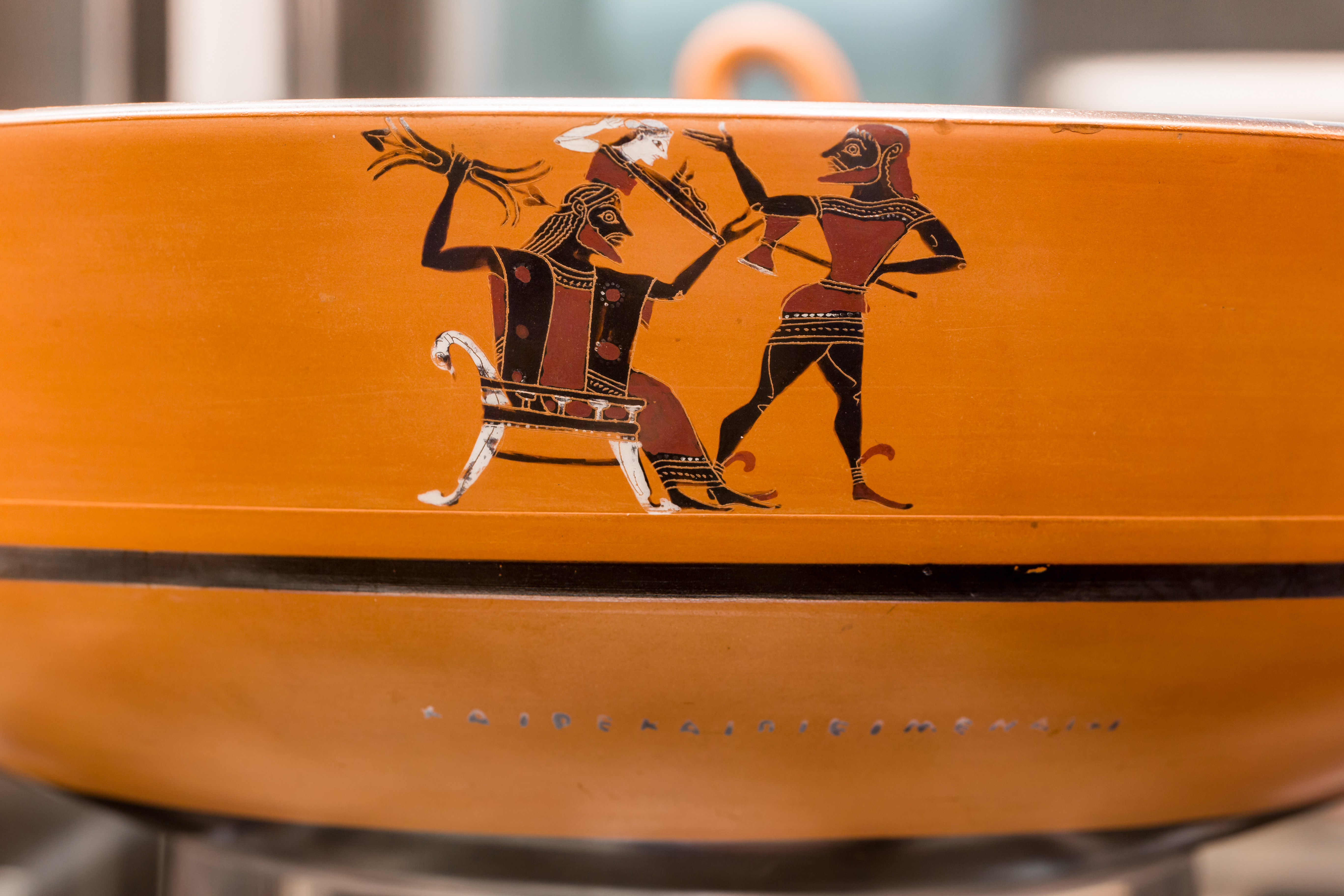
Geburt der Göttin Athene aus dem Kopf des Zeus, nachdem Hephaistos Zeus den Schädel gespalten hatte; Randschale B 424 im British Museum

Der Phrynos-Maler war ein attisch-schwarzfiguriger Vasenmaler, der in Athen etwa in der Zeit von 560 bis 545 v. Chr. tätig war.
Da der wirkliche Name des Künstlers nicht überliefert ist, erhielt er den Notnamen Phrynos-Maler. Er ist nach dem Töpfer Phrynos benannt, von dem drei signierte Randschalen bekannt sind, die wohl alle von diesem Maler bemalt wurden:
- Boston, Museum of Fine Arts 03.855
- London, British Museum 1867,0508.962 (B 424)
- Torgiano, Weinmuseum A 15

Vor allem die Londoner Schale gilt als Meisterleistung des schwarzfigurigen Stils. Der Phrynos-Maler gehört zu den sogenannten Kleinmeistern; seine Darstellungen sind sehr fein im Detail und lebhaft im Stil. Trotz der Zuweisung weiterer Schalen ist es bislang noch nicht gelungen, den Stil des Malers genauer zu fassen.

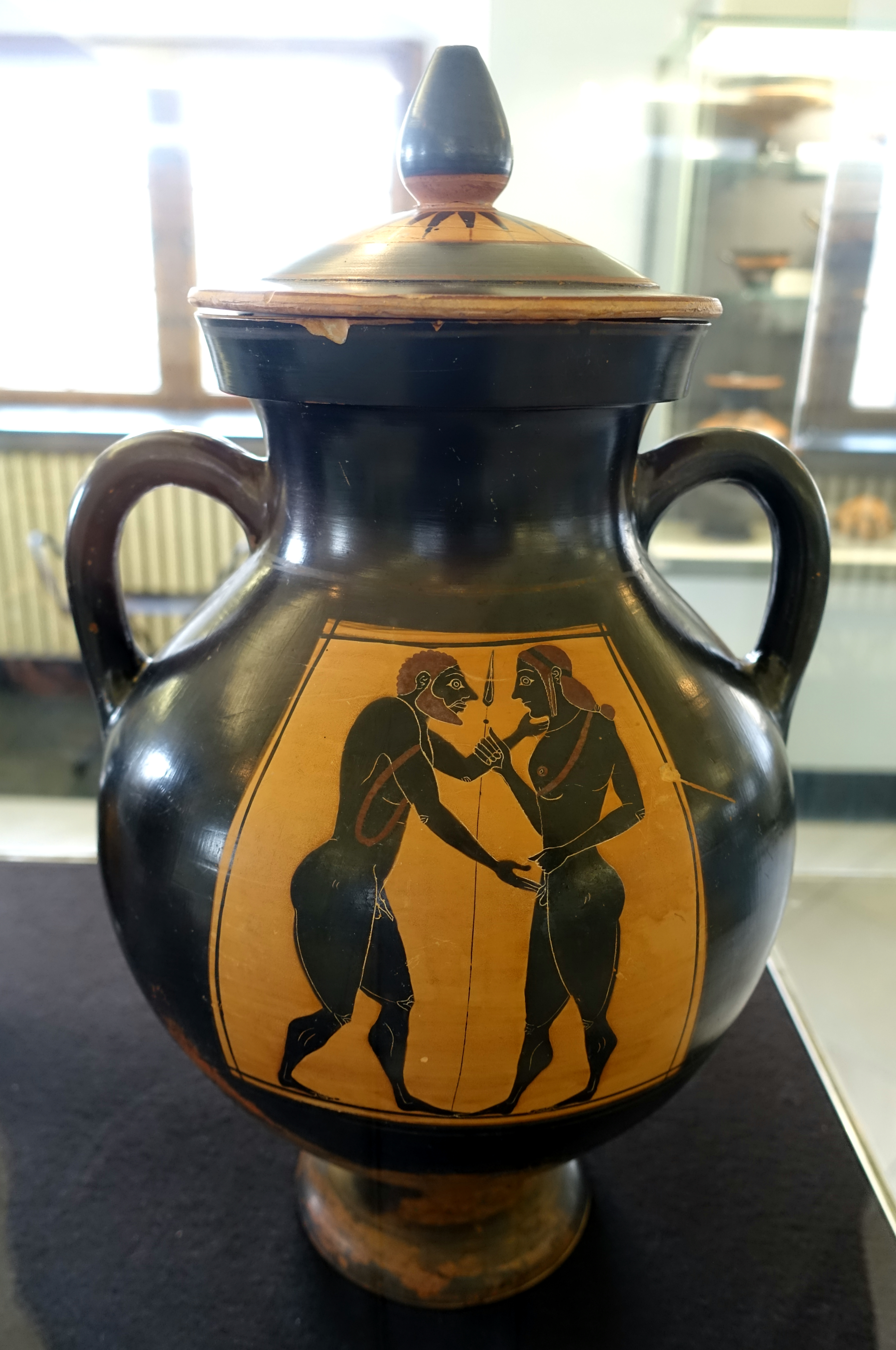
Würzburger Bauchamphora L 241: Päderastische Szene

## Weitere Werke (Zuschreibung zum Teil umstritten)
- Amsterdam, Allard Pierson Museum 8192: Bandschale
- London, British Museum 1909.2-16.2: Fragment einer Kleinmeisterschale
- London, British Museum 1948.8-15.13: Fragment einer Kleinmeisterschale
- Los Angeles, Sammlung Oldknow: Randschale
- Rom, Museo Nazionale Etrusco di Villa Giulia 50586: Knopfhenkelschale
- Vatikan, Museo Gregoriano Etrusco 16596 (Albizzati 317): Randschale[1]
- Würzburg, Antikensammlung des Martin von Wagner Museums L 241: Bauchamphora Typus B

Des Weiteren hat er noch fünf kleine Halsamphoren der Botkin-Klasse bemalt:
- Boston, Museum of Fine Arts 98.923
- Brüssel, Musées royaux d’Art et d’Histoire A 714
- St. Petersburg, Ermitage 4464 (ehemals Sammlung Botkin 1059)
- Mailand, Civico Museo Archeologico 4636
- New York, Metropolitan Museum of Art 64.11.13